# Småsyrtjärnarna
Småsyrtjärnarna är en sjö i Älvdalens kommun i Dalarna och ingår i Dalälvens huvudavrinningsområde. Sjön har en area på 0,0706 kvadratkilometer och ligger 511,4 meter över havet.

## Delavrinningsområde
Småsyrtjärnarna ingår i det delavrinningsområde (684587-136416) som SMHI kallar för Ovan Lill-Bjärten. Medelhöjden är 480 meter över havet och ytan är 6,58 kvadratkilometer. Räknas de 77 avrinningsområdena uppströms in blir den ackumulerade arean 897,34 kvadratkilometer. Fjätan (Kölån) som avvattnar avrinningsområdet har biflödesordning 2, vilket innebär att vattnet flödar genom totalt 2 vattendrag innan det når havet efter 436 kilometer. Avrinningsområdet består mestadels av skog (54 procent) och sankmarker (44 procent). Avrinningsområdet har 0,07 kvadratkilometer vattenytor vilket ger det en sjöprocent på 1 procent.